# Gaëtan de Rochebouët
Pour les articles homonymes, voir Grimaudet.
Gaëtan de Rochebouët, né à Angers le 16 mars 1813 et mort à Paris le 23 février 1899, est un général et homme d'État français.

## Biographie

### Carrière militaire et politique
Polytechnicien (Promotion X1831), colonel du 14e régiment d'artillerie en 1854, puis du régiment d'artillerie à cheval de la Garde impériale en 1855, il est promu général, et participe aux campagnes du Second Empire en Orient, ainsi qu'à la guerre de 1870.

#### Gouvernement
Le général de Rochebouët commande le 18e corps d'armée — basé à Bordeaux — du 28 janvier 1874 au 23 novembre 1877, date de sa nomination à la présidence du Conseil, au paroxysme de la crise du 16 mai 1877.
En effet, Patrice de Mac Mahon a fait dissoudre la Chambre des députés le 29 juin 1877 et les élections du 14 octobre 1877 sont une nouvelle victoire des républicains, qui conservent leur majorité de l'année précédente. Mac Mahon tente alors de résister en demandant au général de Rochebouët de former un « ministère d'affaire », avec qui la Chambre refuse d'entrer en contact : Rochebouët démissionne finalement le 13 décembre 1877. Durant son éphémère gouvernement, ce général bonapartiste est soupçonné d'avoir préparé et envisagé un complot militaire, sur les conseils du général Ducrot et avec l'aide de son chef d'état-major Joseph de Miribel.
Après la démission de son gouvernement et la fin de la crise, il retrouve ses fonctions au 18e corps d'armée, ayant pris des mesures pour qu'aucun remplaçant ne lui soit substitué - ce qui sera différemment interprété.

### Famille et vie privée
Marié à Valentine Gibert, petite-fille du régent de la Banque de France Guillaume-Toussaint Gibert et du général Jacques François de La Chaise, il est le beau-père de Louis-François Robineau de La Burelière et de Pierre de Montaignac de Chauvance (fils de l'amiral Louis Raymond de Montaignac de Chauvance).
Il est enterré dans le cimetière communal de Loiré, en Maine-et-Loire.

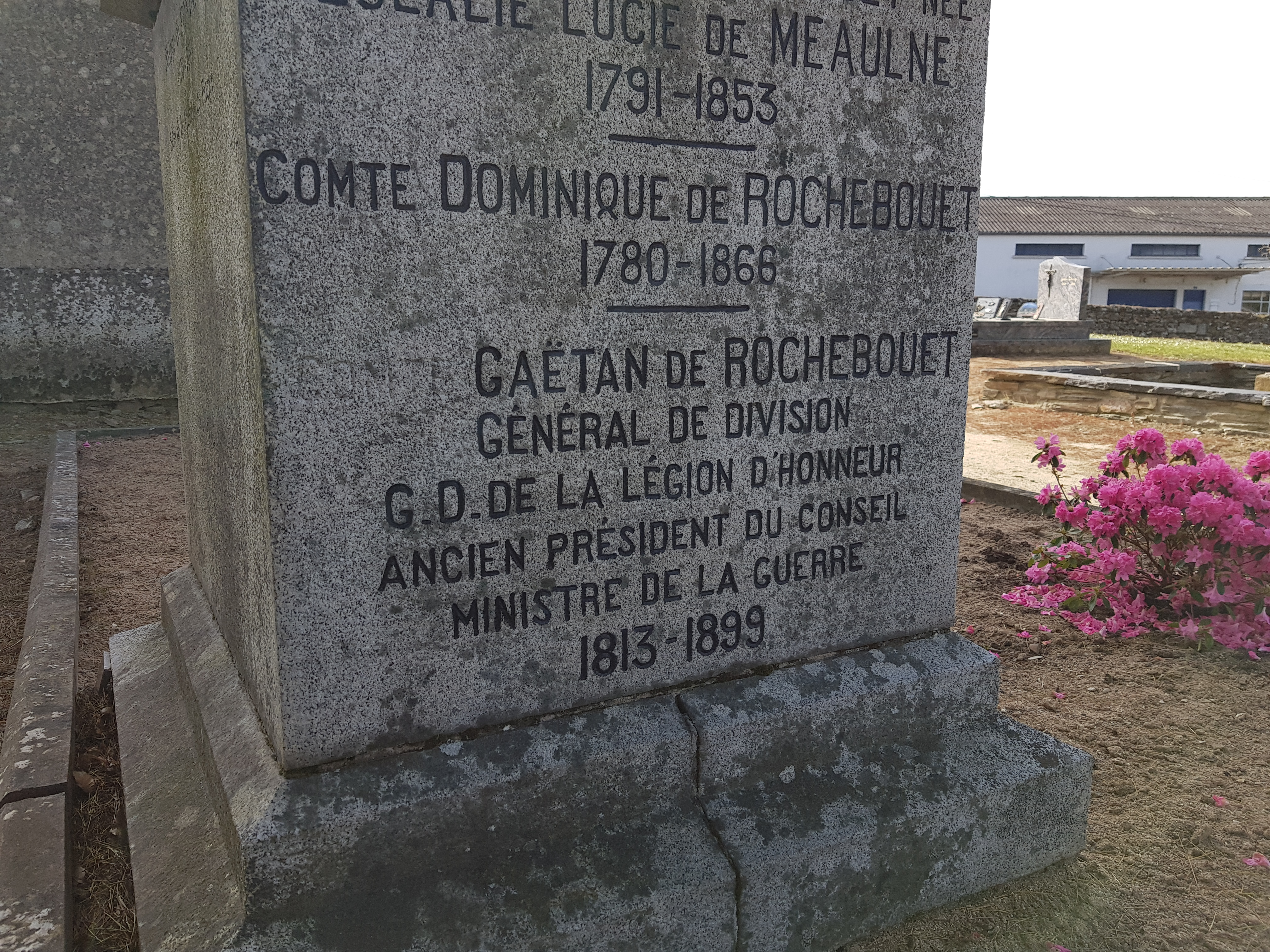
Tombe de Gaëtan de Rochebouët (détail).

## Jugements contemporains
Les papiers de Léon Gambetta — véritables fiches sur la fidélité républicaine des officiers, rédigées avec l'aide des militants républicains et potentiellement sous inspiration franc-maçonne — sont d'une rare cruauté avec lui, ce qui est probablement inspiré par le rôle joué par le général durant la crise du Seize Mai :

« II appartient à cette race nombreuse de généraux qui, loin de profiter des terribles leçons de 1870, croupissent dans une ignorance complète des choses militaires.
Ayant pris une part des plus actives à la consommation du coup d’État, comblé de faveurs par l'usurpateur, on devait le croire attaché pour la vie au régime napoléonien. Eh bien ! II se rallia aux légitimistes. La marquise de C..., qui avait été sa maitresse après avoir été celle du Président de la République, essaya en 1875 de le ramener aux idées bonapartistes. La rencontre eut lieu en Anjou, où la marquise et le général possèdent de belles propriétés. On fit des promenades à cheval dans les bois, comme jadis à Compiègne ou à Fontainebleau. La fille de Castellane perdit son temps.
Honni partout ou il a passe, c'est surtout à Versailles qu'il était l'objet d'une réprobation universelle. II y a commandé le régiment à cheval et la brigade d'artillerie de la garde. Les noms des maitresses qu'il a eues dans cette ville sont fort connus : Mmes P..., D..., de R..., de La F... etc. »

## Distinctions
- Grand officier de la Légion d'honneur (20 avril 1871)[6]